# Piobbico
Piobbico é uma comuna italiana da região dos Marche, Província de Pesaro e Urbino, com cerca de 2.044 habitantes. Estende-se por uma área de 48 km², tendo uma densidade populacional de 43 hab/km². Faz fronteira com Apecchio, Cagli, Urbania.